# Aferim!
Pour plus de détails, voir Fiche technique et Distribution.
Aferim! est un film roumain dramatique et historique, coproduction roumano-bulgaro-franco-tchèque, sorti en 2015, réalisé par Radu Jude. Son scénario est le résultat d’une collaboration entre le réalisateur et le prosateur Florin Lăzărescu, qui ont introduit dans les dialogues des fragments de nombreuses œuvres littéraires. Le tournage a eu lieu en Roumanie, en Bulgarie et en Tchéquie. Les rôles principaux ont été interprétés par les acteurs Teodor Corban, Mihai Comănoiu et Cuzin Toma.
L’action du film a lieu en Valachie, dans la première moitié du XIXe siècle. Ayant les caractéristiques d’un road movie et utilisant des éléments du western classique, il met en scène un zapciu « policier » et son fils. Ceux-ci cherchent un esclave rom évadé, le trouvent et le ramènent à son maître, qui le punit avec cruauté.
Le film est considéré comme important dans le cinéma roumain, parce qu’il aborde la question de l’esclavage des Roms et attire l’attention sur des problèmes sociaux et des mentalités avec lesquels la société roumaine continue de se confronter, telle l’attitude anti-Roms entre autres. Grâce à son sujet, le film a été promu au Parlement européen en avril 2015, en présence d’un nombreux public et de plusieurs officiels, à l’occasion de la Journée internationale des Roms.
La réception critique du film a été bonne en général, aussi bien en Roumanie, que dans d’autres pays. Il a obtenu plusieurs prix, dont le plus prestigieux est l’Ours d'argent du meilleur réalisateur à la Berlinale 2015. Il a également été sélectionné comme entrée roumaine pour l’Oscar du meilleur film en langue étrangère 2016.

## Synopsis
L’action du film a lieu en 1835. Il commence par l’image du zapciu Costandin et de son fils, le jeune Ioniță, qui chevauchent dans un paysage de collines. Le père raconte au fils les horreurs d’une épidémie de peste de son passé.
Les deux hommes rencontrent une vieille paysanne qui conduit une carriole délabrée tirée par un âne fatigué. Costandin lui demande qui elle est, si elle a payé son tribut et où elle va. La vieille est en train d’emmener son mari très malade à un monastère. Costandin s’effraye, en pensant que le vieillard a peut-être la peste ou le choléra, et menace la vieille de la battre, parce qu’elle ne le lui a pas dit dès le début.
Le père et le fils arrivent à un monastère. Dans la cour il y a quelques dizaines d’esclaves roms d’aspect misérable qui sont en train de travailler. Les deux hommes entrent dans l’église et allument des cierges, puis, dehors, l’abbé rassemble les esclaves et leur annonce que les deux hommes cherchent un esclave s’appelant Carfin qui s’est évadé du domaine du boyard Iordache Cândescu. La sœur de Carfin est là, à qui le policier demande où est son frère, mais la femme ne le sait pas, ne l’ayant pas vu depuis trois ans. Le policier la tire par les cheveux mais en vain, puis il promet de l’argent à celui qui le lui dira. Un esclave dit que Carfin est allé dans la forêt, chez des Roms orpailleurs, puis il réclame son argent mais ne le reçoit pas.
Costandin et Ioniță font une halte dans la forêt, au bord d’une rivière. Le père prend un goûter et le fils s’exerce à des coups de sabre que le policier ne trouve pas assez virils.
En reprenant leur chemin, ils arrivent au groupe d’orpailleurs. Un jeune homme prend la fuite et Ioniță le poursuit à cheval. Le premier traverse la rivière à la nage mais à son bord il glisse dans l’eau et on l’attrape. Ce n’est pas Carfin, il fait partie du groupe. On ne sait pas pourquoi il a voulu s’enfuir. Ioniță lit avec difficulté aux Roms un mandat de la part du boyard, où il est écrit que le policier est chargé de chercher un esclave évadé qui a aussi volé 40 florins en or. Le chef du groupe questionne ses gens, puis dit que Carfin est passé par là mais il est parti. Le policier et Ioniță reprennent leur chemin après que le chef leur a donné un peu d’or. Pendant qu’ils chevauchent, le père apprend à son fils qu’il faut procéder avec les Tsiganes comme ils viennent de le faire.
En continuant leur chemin, ils aperçoivent un prêtre assis près d’une carriole. Costandin fait un geste censé chasser les démons, car, comme il dit, il y a beaucoup de diables auprès des popes. En arrivant à celui-ci, ils remarquent que l’une des roues de la carriole est tombée de son axe et, respectueux, ils offrent leur aide. Pendant qu’ils travaillent, ils causent sur les Tsiganes, qui sont devenus insolents, et sur ce que deviendra le pays. En repartant tous les trois, ils discutent sur l’importance de la foi et des bonnes actions. À un moment, le policier pose la question si les Tsiganes sont des humains. Le pope commence un petit exposé. Selon lui, les Tsiganes sont des humains, étant chrétiens, mais les Juifs ne le sont pas. Il débite une série de stéréotypes antisémites et manifeste sa haine des Juifs, puis il égrène d’autres stéréotypes sur les coutumes de plusieurs peuples.
Le soir, le père et le fils arrivent dans une forêt et se préparent à passer la nuit. Assis près d’un feu, Ioniță émet des réflexions sur ce que le pope de leur village a dit à l’église, que la Terre a une fin, que tout a une fin, sauf Dieu, qui n’a ni début ni fin. Le policier dit qu’il y a autre chose qui pèse sur son cœur, à savoir que l’homme n’est rien, seulement une étincelle s’envolant d’un brasier par rapport au monde, puis il chante une brève chanson triste et il larmoie un peu.
Le lendemain matin, en continuant de chevaucher, le père demande au fils si une fille du leur voisinage, Aspra, lui plaît, à quoi le garçon dit que non, mais il hésite plutôt. À cela, le policier lui demande s’il n’est pas sodomite par hasard. Ioniță ne connaît pas le mot, et son père le lui explique, en ajoutant qu’il le tuerait lui-même s’il l’était.
Dans la forêt, ils tombent sur une calèche détruite et des cadavres déshabillés. Costandin suppose qu’il s’agit d’un méfait de haïdouks et ils quittent rapidement l’endroit, bien que Ioniță dit avoir vu bouger l’un des corps.
Sur le chemin étroit de la forêt, une calèche vient du sens opposé au leur à une vitesse telle, qu’ils réussissent à peine à l’éviter. La calèche arrête et son cocher et le policier s’injurient copieusement. En reprenant leur chemin, le policier dit que le passager doit être un Grec riche et il manifeste sa haine contre lui.
Ils arrivent sur les bords inondés d’une rivière et tombent sur un paysan qui attrape des poissons à la main. Ils le questionnent sur le fugitif, mais il ne sait rien. Ils lui achètent quelques poissons mais payent très peu, au mécontentement de l’homme.
Ils passent à travers une roselière dense, pendant que le policier se plaint de leur vie difficile. Il regrette d’être déjà trop vieux pour être recruté dans la nouvelle armée organisée par les Russes, mais le garçon pourra y être accepté, dit-il, s’il en est digne, et devenir même colonel.
Un autre zapciu avec ses hommes les rattrape, leur demande leur mandat et leur dit que celui-ci n’est pas valable à cet endroit-là, parce que c’est un autre canton, et leur enjoint de retourner dans le leur. Alors Costandin lui offre de l’argent, ils marchandent et finalement ils s’entendent pour quatre thalers. Le policier local lui dit même où et chez qui est l’esclave évadé, en lui expliquant aussi par où y aller.
Les deux hommes arrivent chez l’homme indiqué par le policier local, un vannier. Celui-ci nie que l’esclave est chez lui, mais le policier trouve un enfant rom caché sous un bac, puis, en bousculant violemment ceux de la maison, qui protestent, les deux se mettent à fouiller. Ioniță monte au grenier où Carfin se jette sur lui mais au cours de la bousculade, il tombe du grenier, est attrapé et ligoté. Les deux hommes l’emmènent, ainsi que l’enfant. Carfin, les jambes prises dans une entrave en bois, est porté couché sur le ventre devant le policier à cheval, et l’enfant assis devant Ioniță, sur le cheval de celui-ci. L’enfant dit qu’il s’est enfui de chez un marchand qui le battait et qui avait tué son frère. Costandin décide de faire un détour pour le ramener chez son maître, bien que l’enfant le supplie de ne pas le faire.
En chemin, Carfin dit pourquoi il s’est enfui. Il n’a pas volé, mais dame Elenca, la femme du boyard, avait depuis quelque temps jeté son dévolu sur lui et, une fois, elle l’a suivi dans l’écurie, s’est jetée sur lui, et il ne s’est pas opposé. Un valet les a vus et les a dénoncés au boyard, qui a voulu le tuer. Ioniță met en doute ce qu’il dit mais son père pense que c’est possible, car à sa connaissance, la femme a déjà eu des liaisons adultères.
Une calèche vient à leur rencontre et s’arrête. Son passager est un marchand turc. Un dialogue en turc a lieu entre lui et le policier. Avant de repartir, le Turc sert du halva à Ioniță. Ensuite, Costandin dit que le Turc a demandé son chemin vers une certaine localité et que lui, il lui a indiqué une fausse direction. Il espère que les haïdouks vont le tuer, car il hait les Turcs.
En sortant de la forêt, ils s’arrêtent pour cueillir des framboises. Ils en donnent à l’enfant aussi. En même temps, Costandin se ravise. Il décide de ne plus faire le détour décidé avant, mais de vendre l’enfant dans une foire qui est en train de se tenir à proximité. L’enfant l’implore de le prendre plutôt chez lui.
En chemin, Carfin raconte qu’il a mené la belle vie autrefois. Il était l’esclave d’un boyard à Bucarest, il s’occupait des chevaux de celui-ci et il a parcouru avec lui l’Europe occidentale, en passant par Vienne, Leipzig et Paris, mais plus tard il a été offert et vendu plusieurs fois, pour être finalement acheté par le boyard Cândescu. Ioniță et son père se renseignent sur le monde et les villes qu’il a vues. Aux yeux de Carfin, le monde est grand et beau, et il parle de la grandeur, des palais, des foules et des beautés des villes, en contraste avec ce qu’il y a en Valachie. Ensuite Carfin demande qu’on le laisse libre, à quoi le policier dit qu’il ne peut pas, mais qu’il dira au boyard que ce n’est pas Carfin le coupable, et alors le boyard fera enfermer sa femme dans un couvent et lui, il ne le tuera pas, mais seulement le fera battre un peu.
À la foire, ils s’arrêtent d’abord devant un théâtre de marionnettes où les spectateurs s’amusent à la vue de scènes violentes. Une famille de Roms libres s’offre elle-même à être achetée, parce qu’elle a faim. Le policier les pousse au second plan et met l’enfant en vente. Celui-ci doit se faire de la publicité lui-même, en criant qu’il est travailleur et obéissant. Un marchand vient, qui examine ses dents, le met sur une balance pour le peser et marchande longuement avant de l’acheter. Le policier doit se contenter du prix que l’autre lui propose, parce qu’il n’a pas de document pour l’enfant. Avant qu’ils repartent, Ioniță monte sur ce qui était à l’époque le précurseur de grande roue, pour s’amuser un peu.
Le soir, ils arrivent à une auberge misérable. Ils mangent et boivent. Ils donnent quelques morceaux et un peu de vin à Carfin aussi. Il y a des musiciens qui jouent et beaucoup de clients qui s’amusent. Le policier tousse et Ioniță constate qu’il est malade. Le policier se montre résigné, en disant que son temps est passé, puis il se rappelle avec nostalgie sa jeunesse, quand il a participé à la révolte de 1821, et lui et ses camarades prenaient des vaches aux paysans, les rôtissaient, faisaient la fête, tuaient des richards et toutes les femmes tombaient sous son charme. Ensuite il chante un peu sur le caractère passager et la vanité de la vie.
Il y a aussi à l’auberge un homme habillé à l’occidentale, avec qui des clients s’engagent dans une querelle, en disant de lui que c’est un voyageur anglais. Un marchand fait une prévision sur ce que deviendra le pays quand les va-nus-pieds, les lettrés et les nouveaux riches s’uniront pour s’enrichir sur le dos de ceux comme lui.
Le policier demande une prostituée à l’aubergiste, à laquelle il confie son fils pour qu’elle le dépucelle. Ensuite il cause avec Carfin au sujet de Ioniță et lui demande s’il a lui aussi des enfants, à quoi celui-ci exprime son espoir d’en avoir un jour. Quand son fils revient, il va lui aussi avec la prostituée mais ne fait que commencer le contact avec elle, parce qu’il a une quinte de toux.
Le père, le fils et Carfin se couchent par terre dans la grande pièce de l’auberge, où d’autres clients aussi dorment. Ils sont dérangés par des rats et des poux. Avant qu’ils s’endorment, Ioniță demande au policier s’ils ne pourraient pas laisser Carfin libre, puisqu’il n’est pas coupable. Le père répond que ce n’est pas leur affaire. Lui, dit-il, est un homme honnête, qui respecte les lois, à l’opposé d’autres policiers qui sont des complices des voleurs. Il affirme aussi être un policier humain, qui ne bat personne sans raison. Si eux, ils ne sont pas justes, alors le peuple roumain va à sa perte. Mais il ne peut pas laisser Carfin libre et dire qu’ils ne l’ont pas trouvé, parce qu’ils deviendraient ridicules et ne recevraient pas d’argent, alors que leur bourse est vide.
Le matin, Ioniță a mal à la tête. Carfin s’offre à dire une formule pour chasser le mal. On le lui permet, après quoi ils reprennent leur chemin. Ils passent par un bois dévasté par les coupes et le feu. À propos de ce désastre provoqué par les hommes, le policier se demande si ceux qui vivront 100-200 ans plus tard se souviendront d’eux comme de gens qui ont rendu plus facile la vie de leurs descendants, ou ceux-ci parleront d’eux en les injuriant.
Carfin demande au policier de parler au boyard en sa faveur. Costandin jure sur l’âme de Ioniță qu’il le fera et que Carfin en sera quitte pour une raclée. Il ajoute que les Tsiganes vivent bien maintenant par rapport au passé, quand il arrivait que le prince régnant en fasse monter dans un arbre pour les chasser comme des corneilles.
En arrivant aux environs de la bourgade de destination, on descend Carfin du cheval et le policier resté à cheval le tire par une corde qui relie ses poignets. Ils entrent dans la cour de la demeure du boyard où des paysans attendent celui-ci, qui n’est pas chez lui. Les valets injurient Carfin, l’un le frappe aussi, parce que le boyard leur a mené la vie dure après l’évasion de l’esclave.
Costandin monte à l’étage de la maison ou la femme du boyard se tient couchée sur son lit. Il essaye de lui parler en faveur de Carfin, mais elle évite le sujet, en disant que le boyard l’a battue très violemment et qu’elle veut s’en plaindre au métropolite, mais elle ne peut pas, parce que son mari la tient enfermée. Le policier lui réplique que c’est la loi depuis toujours, que le mari batte sa femme, avec mesure, il est vrai. Ensuite il revient au sujet de Carfin, en disant que le métropolite ne lui donnera pas raison à elle, qui est coupable d’adultère. De cela, la femme ne veut parler qu’à son procès. Selon le policier, jusqu’au procès, le boyard risque de tuer Carfin et ce serait un grave péché qui reviendrait à dame Elenca. Alors celle-ci se dit d’accord pour que le policier l’accuse devant le boyard, pour défendre Carfin, et Costandin promet de parler au boyard en faveur de la femme aussi.
Le boyard rentre, il paye le policier pour le service d’avoir ramené le fugitif, et lui donne un papier qui atteste qu’il a repris l’esclave. Costandin lui dit quelque chose en faveur de celui-ci mais le boyard ne veut pas en entendre parler. Il fait rassembler ses valets et ses esclaves dans la cour, en envoyant chercher sa femme aussi. La femme de Carfin l’implore de pardonner à son mari. Les valets immobilisent Carfin qui crie désespéré son innocence. Dame Elenca essaye de le défendre en se disant coupable. Le policier aussi fait une tentative de plus pour le défendre, mais le boyard le frappe. Il veut castrer lui-même Carfin avec son couteau. Un paysan lui tend avec sollicitude des ciseaux à tondre les moutons, et le boyard emploie ceux-ci. Pendant que Carfin se tord de douleur en hurlant, le boyard jette ses testicules vers sa femme. Il dit aux esclaves que la punition de Carfin leur servira d’exemple. Il ordonne au chef des valets de porter Carfin par la bourgade, pour que tous ses habitants voient comment il l’a puni, et d’emmener la femme de celui-ci à Bucarest pour l’échanger contre une autre esclave.
Costandin et Ioniță s’en vont abattus. Le garçon est très troublé et son père cherche à le calmer, en lui disant d’être un homme, de ne pas avoir pitié d’un Tsigane, car le monde est ainsi et ils n’y peuvent rien. Il ajoute que le garçon aura une bonne vie dans l’armée. Après une ou deux guerres contre les Turcs ou les Russes, il sera un vrai homme, il épousera une belle fille, il fera avec elle trois fils et deux filles, car on ne sait pas combien en survivront. L’un des fils devra absolument être baptisé Costandin. Ioniță sera colonel. La vie sera beaucoup meilleure et eux, ils se reposeront.

## Fiche technique
- Titre original : Aferim!
- Réalisation : Radu Jude
- Scénario : Radu Jude, Florin Lăzărescu
- Photographie : Marius Panduru
- Montage : Cătălin Cristuțiu
- Musique : Dana Bunescu
- Productrice : Ada Solomon
- Sociétés de production : HI Film Productions, Klas Film, Endorfilm et EZ Films
- Société de distribution : Parada Film
- Budget : 1 250 000 millions €
- Pays d’origine : Roumanie
- Langue originale : roumain
- Format : noir et blanc
- Genre : drame, film historique
- Durée : 108 minutes
- Dates de sortie :
  -  Allemagne : 11 février 2015 (Berlinale)
  -  Roumanie : 6 mars 2015
  -  France : 5 août 2015

## Distribution
- Teodor Corban : Costandin, policier
- Mihai Comănoiu : Ioniță, fils de Costandin
- Cuzin Toma : Carfin, esclave rom
- Alberto Dinache : Țintiric, enfant esclave
- Alexandru Dabija : le boyard Iordache Cândescu
- Mihaela Sîrbu : dame Elenca, épouse du boyard
- Alexandru Bindea : prêtre
- Victor Rebengiuc : Stan, vannier
- Luminița Gheorghiu : femme de Stan
- Adina Cristescu : Zambila, prostituée
- Șerban Pavlu : voyageur à l’auberge
- Gabriel Spahiu (en) : Vasile, valet du boyard
- Puiu Mircea Lăscuș : aubergiste
- Mihaela Drăgan : la femme de Carfin
- Daniel Vișan : Caldașin, jeune Rom orpailleur

## Analyse et critique
L’un des messages du film est que les mentalités du présent ont leurs racines dans le passé et sont transmises de génération en génération,. On voit ces mentalités dans tous les événements du film, ainsi que dans les dires de certains personnages. Costandin se demande si les Roms sont des humains ou une espèce de singes. Selon le prêtre que les personnages principaux rencontrent, les Roms doivent être esclaves, parce qu’ils sont venus d’Égypte où ils avaient construits les pyramides en tant qu’esclaves. Ils doivent aussi être esclaves parce qu’ils ne peuvent pas penser par eux-mêmes, c’est pourquoi il faut leur tenir la bride courte. Aux yeux du même prêtre, seuls les Juifs ne sont pas des humains. Ils boivent du sang d’enfants chrétiens, parce que Dieu, avant de créer l’homme, a créé des Juifs géants, ensuite, en voyant qu’Il avait eu tort, Il les a tués, mais quelques-uns ont échappé, sont devenus de plus en plus petits et se sont multipliés. C’est pourquoi ils ne peuvent pas supporter les humains, les chrétiens, c’est pour cela qu’ils ont tué Jésus-Christ, et c’est pour cela que lui, le prêtre, ne les supporte pas. Il soutient aussi que chaque peuple à une certaine vocation dans le monde : les Juifs – la tromperie, les Turcs – l’infamie, les Roumains – le travail, l’amour et la souffrance chrétiens. Il réduit aussi quelques peuples à une spécificité quantitative chacun : les Juifs lisent beaucoup, les Grecs parlent beaucoup, les Turcs ont beaucoup d’épouses, les Arabes ont beaucoup de dents, les Allemands fument beaucoup, les Magyars mangent beaucoup, les Russes chantent et boivent beaucoup, les Anglais pensent beaucoup, les Français inventent beaucoup de modes, les Arméniens paressent beaucoup, les Circassiens portent beaucoup de lacets, les Italiens mentent beaucoup, les Serbes moulent beaucoup de blé.
La corruption aussi est une vieille tradition. Costandin n’a pas le droit de chercher des esclaves évadés dans d’autres cantons que le sien, mais s’il soudoie le policier local, il peut le faire.
Le mépris pour les femmes comme pour des êtres au cerveau plus petit que celui des hommes subsiste au XXIe siècle, mais il y a du progrès, à l’époque du film la loi prévoyait de les battre dans certains cas.
L’homophobie également est présente dans le film, ressortissant de l’activité éducative du père.
Le film met un accent particulier sur la présentation des relations de pouvoir qui dominaient la société de l’époque. Le boyard est maître absolu sur son domaine, ses faits sont illégaux mais il ne tient pas compte des lois. Le destin du policier aussi dépend de lui. Il peut terroriser les paysans, très pauvres dans leur grande majorité. Au niveau le plus bas de l’échelle sociale se trouvent les esclaves. Même les paysans serfs les méprisent. Cette société est dominée par la violence et l’acceptation de celle-ci. Le policier tuerait son propre fils si celui-ci était homosexuel, l’aubergiste couperait les jambes de l’esclave évadé, le spectacle de marionnettes est plein de scènes violentes qui amusent ses spectateurs, le boyard bat cruellement sa femme, un paysan contribue avec des ciseaux à la punition de Carfin, et celle-ci est d’une cruauté extrême.
Le film a reçu également des critiques négatives à cause de la manière dont sont présentés les aspects ci-dessus. Par exemple Dinu Pop (Adevărul) considère qu’à côté des vertus artistiques du film, son erreur est d’englober de l’idéologie d’une façon forcée, comme le fait la propagande, d’exprimer schématiquement son message sur la situation des Roms et des femmes. De plus, selon lui, la présentation du prêtre antisémite est une caricature invraisemblable. Il critique aussi le film pour le fait de ne présenter qu’une image négative, de ne pas y faire apparaître les aspirations progressistes des lettrés de l’époque ni les débuts de la modernisation.
La critique a relevé entre autres le caractère de road movie du film, lié à l’un de ses thèmes, le processus d’apprentissage que traverse le jeune Ioniță. Il est formé aussi bien par la réalité qu’il perçoit que par les enseignements de son père qui veut faire de lui un homme dur, dans l’esprit de l’époque, mais qui lui transmet ses préjugés, ses contradictions et ses compromissions aussi. Le garçon a encore de l’humanité. Il parle à son père en faveur de Carfin et de l’enfant, mais sans aucune chance.
On a aussi comparé le film aux westerns classiques, notamment à ceux de chasse aux évadés. Selon Cristian Tudor Popescu (Gândul), bien qu’il contienne de tels éléments, il n’est tout de même pas du type westen, car il n’a aucun personnage héroïque.
Le même critique remarque qu’il se dégage du film une morale sociale identifiable comme éternellement roumaine. Costandin a une certaine dose d’humanité, cherchant à sauver Carfin mais, en dépit de sa qualité d’homme de la loi, il ment, il trompe, il soudoie, il injurie, il bat des gens pauvres, il enfreint la loi, il baise la main du boyard et, dans le même temps, il s’affirme honnête, un exemple digne d’être suivi par son fils. Il est superstitieux concernant les prêtres mais il les respecte aussi. Il est violent envers ceux qui se situent sous lui sur l’échelle sociale, mais rappelle que la Bible demande d’être doux comme les colombes. Péter Demény (Kellék) ajoute à ces constatations l’explication de l’historien Lucian Boia concernant ce genre de complexité : dans l’histoire roumaine, les règnes changeaient d’une façon tellement imprévisible, que l’individu devait être souple quant à sa moralité pour assurer sa survie.
D’après plusieurs critiques, Aferim! est, jusqu’à sa création, le seul bon film historique roumain, étant donné qu’il n’embellit pas l’histoire, comme le faisaient les films de Sergiu Nicolaescu, par exemple, au temps du national-communisme. La présentation de l’époque et de la région peut être perçue comme authentique grâce aux décors et aux costumes, basés sur l’étude minutieuse de nombreux documents historiques, ainsi qu’à la conseillère historique Constanța Vintilă-Ghițulescu, bien que cette présentation soit forcément artificielle,. On y entend le plurilinguisme de la région : les dialectes locaux roumain et romani, le turc. Néanmoins, le film est en noir et blanc, d’une part pour souligner le caractère artificiel de la reconstitution de l’époque, d’autre part pour éviter tout pittoresque. Le sentiment de l’authentique est renforcé par le langage des personnages. Pour le réaliser, les scénaristes ont utilisé des œuvres littéraires du XIXe siècle, dont ils ont repris des proverbes, des dictons et d’autres phrases complètes. Le spectateur actuel ne comprend pas certains mots mais peut percevoir leur musicalité, et ces mots n’empêchent pas la compréhension globale. Les archaïsmes se mélangent aux vocables, insultes et jurons les plus vulgaires vivants au XXIe siècle aussi. Ce langage rappelle à Angelo Mitchievici (România literară) le Décaméron de Boccace et les œuvres de François Rabelais. Le film est dramatique mais son langage inclut des éléments d’humour.
À côté du scénario et de la réalisation, la critique apprécie en général le jeu des acteurs qui interprètent les rôles principaux et certains secondaires, le travail du directeur d’image, ainsi que les costumes et les décors.

## Curiosités
Aferim est la variante employée en Valachie, dans la première moitié du XIXe siècle, du mot turc aferin « bravo ».
Dans le film il y a aussi des personnages qui ne sont pas joués par des acteurs professionnels, et la critique a apprécié leur performance aussi. Tel est le boyard, magistralement joué selon Péter Demény par le metteur en scène Alexandru Dabija. L’enfant Țintiric est interprété par Alberto Dinache, un garçonnet rom découvert par Radu Jude dans une école de Bucarest.
Teodor Corban, qui est Moldave, avouait dans une interview qu’il ne lui a pas été facile de jouer le policier en parlant comme en Munténie.
Le scénario comprend des fragments non seulement d’œuvres littéraires de l’époque. Par exemple, la dernière phrase prononcée dans le film est « et on se reposera nous aussi », d’après la dernière (« Nous nous reposerons ! ») de la pièce Oncle Vania d’Anton Tchekhov.
La musique du film n’est pas une de fond mais constituée de chansons notées à l’époque par Anton Pann et jouées au tournage par le groupe de musique traditionnelle Trei parale.

## Récompenses
- 2015
  - Ours d'argent du meilleur réalisateur pour Radu Jude à la Berlinale 2015[28]
  - Bayard d'or de la meilleure photographie au Festival international du film francophone de Namur 2015[29]
  - Grand prix de la ville de Lisbonne et le Prix Canais TVCine & Séries au Festival international indépendant IndieLisboa[30]
  - Prix de l’Union des cinéastes de Roumanie (UCIN)[29] :
    - prix spécial du jury
    - prix pour la meilleure image
    - prix pour les meilleurs décors

  - Prix de l’Association des critiques de film : Diplôme pour le meilleur film de l’année[29]
- 2016 – Prix Gopo – pour[31] :
  - le meilleur film
  - le meilleur réalisateur
  - le meilleur scénario
  - le meilleur acteur dans un rôle principal (Teodor Corban)
  - le meilleur acteur dans un rôle secondaire (Alexandru Dabija)
  - la meilleure actrice dans un rôle secondaire (Mihaela Sîrbu)
  - la meilleure image
  - le meilleur montage
  - le meilleur son
  - les meilleurs décors
  - les meilleurs costumes

### Sources
- (ro) Blaga, Iulia, « "Aferim!", un western valah despre intoleranță și multe altele » [« "Aferim!", un western valaque sur l’intolérance et beaucoup d’autres choses »], sur HotNews.ro, 1er février 2015 (consulté le 29 juillet 2021)
- (ro) Costache, Alina, « Filmul „Aferim”, promovat în Parlamentul European » [« Le film “Aferim” promu au Parlement européen »], sur Romania TV.net, 16 avril 2015 (consulté le 29 juillet 2021)
- (hu) Demény, Péter, « A semmiből a semmibe. Radu Jude Aferim! című filmjéről » [« Du rien au rien. Sur le film Aferim! de Radu Jude »], Kellék, no 56,‎ 2016, p. 169-172 (lire en ligne [PDF] 29 juillet 2021)
- (ro) Fulger, Mihai, « Cinema și istorie » [« Cinéma et histoire »], Observator cultural, no 764,‎ 19 mars 2015 (lire en ligne, consulté le 29 juillet 2021)
- (en) Hoffman, Jordan, « Aferim! review: a brutal manhunt loaded with laughs » [« Chronique d’Aferim! : une chasse à l’homme brutale avec des rires »], The Guardian,‎ 20 janvier 2016 (lire en ligne, consulté le 29 juillet 2021)
- (en) Kohn, Eric, « Berlin Review: You’ve Never Seen a Period Movie Quite Like ‘Aferim!’ » [« Chronique de Berlin : Vous n’avez jamais vu un film historique tout à fait comme “Aferim!” »], sur IndieWire, 14 février 2015 (consulté le 29 juillet 2021)
- (ro) Lazăr, Veronica et Gorzo, Andrei, « Aferim! – ceva nou în cinema-ul românesc » [« Aferim! – quelque chose de nouveau dans la cinéma roumain »], Dilema Veche,‎ 12 février 2015 (lire en ligne, consulté le 29 juillet 2021)
- (ro) Mareș, Ionuț, « Anchetă Ziarul Metropolis: De ce este „Aferim!” un film important] » [« Enquête de Ziarul Metropolis : Pourquoi “Aferim!” est un film important »], Ziarul Metropolis,‎ 26 mars 2015
- (ro) Mitchievici, Angelo, « Povestea vorbei sau odiseea valahă » [« Histoire de la parole ou l’odyssée valaque »], România literară, no 12,‎ 2015 (lire en ligne, consulté le 29 juillet 2021)
- (ro) Onisei, Ana-Maria, « Regizorul Radu Jude: „Aferim” este despre sclavia romilor, dar și despre rasism » [« “Aferim!” est sur l’esclavage des Roms mais aussi sur le racisme »], Adevărul,‎ 6 février 2015 (lire en ligne [PDF], consulté le 29 juillet 2021)
- (ro) Pop, Doru, « Excesul de ideologie dăunează grav cinemaului » [« L’excès d’idéologie nuit gravement au cinéma »], Adevărul, 15 mars 2015 (consulté le 29 juillet 2021)
- (ro) Popescu, Cristian Tudor, « Valahia live – odiseea amărâtă » [« La Valachie en direct – l’odyssée amère »], Gândul, 14 mars 2015 (consulté le 29 juillet 2021)
- (en) Weissberg, Jay, « Film Review: ‘Aferim!’ » [« Chronique de film : “Aferim!” »], Variety, 11 février 2015 (consulté le 29 juillet 2021)
- (ro) Zaharia, Cristina, « Haida, bre » [« Allez, toi »], sur port.ro, 16 mars 2015 (consulté le 29 juillet 2021)